# Uzun Yol
Uzun Yol é um filme de drama britânico de 2014 dirigido e escrito por Nihat Seven. Foi selecionado como representante do Reino Unido à edição do Oscar 2015, organizada pela Academia de Artes e Ciências Cinematográficas.

## Elenco
- Mehtap Anil - Esma
- Derin Bebek - Ferhat baby 2
- Bora Cengiz - Murat
- Nil Günal - Gulten
- Murat Muslu - Selim / Kemal
- Ahmet Ozarslan - Salih